# Tommy Huff
Thomas John Huff (Los Angeles, 29 januari 1943 - Tehachapi, 8 april 2006) was een professioneel stuntman en acteur. Hij is het bekendst door zijn expertise met stunts met voertuigen in speelfilms en televisieseries als Smokey and the Bandit, als stuntman voor Dan Aykroyd in The Blues Brothers (film), Star Trek II: The Wrath of Khan, Knight Rider, The A-Team, Terminator 2: Judgment Day en The Matrix Reloaded.
Tommy Huff is opgenomen in de Hollywood Stuntmen's Hall of Fame.